# Ровьяно
Ровьяно (итал. Roviano) — коммуна в Италии, располагается в регионе Лацио, в провинции Рим.
Население составляет 1444 человека (2008 г.), плотность населения составляет 172 чел./км². Занимает площадь 8 км². Почтовый индекс — 27. Телефонный код — 0774.
Покровителем коммуны почитается святой Иоанн Предтеча (San Giovanni Decollato), празднование 29 августа.

## Демография
Динамика населения:

## Администрация коммуны
- Официальный сайт: https://web.archive.org/web/20060202000359/http://www.medaniene.it/roviano/index.htm